# Conseil national de la mer et des littoraux
Le Conseil national de la mer et des littoraux (CNML) est une structure juridique française, créé en 2010 par la loi Grenelle II, à la suite du Grenelle de la mer. Il est le successeur de l'ancien Conseil national du littoral, créé par la loi relative au développement des territoires ruraux du 23 février 2005. Ses attributions, sa composition et son fonctionnement sont précisés par le décret du 9 juin 2011. Il a été officiellement mis en place le 18 janvier 2013.
Présidé par le Premier ministre ou, par délégation, par le ministre chargé de la mer, le CNML est composé à parité, d’une part, de membres du Parlement et de représentants des collectivités territoriales des façades maritimes de métropole et d’outre-mer et, d’autre part, des représentants des milieux socioprofessionnels et de la société civile, représentatifs des activités et des usages du littoral.
Le CNML a un rôle de conseil et de proposition auprès du gouvernement. Il définit les objectifs et actions nécessaires selon lui pour l’aménagement, la protection et la mise en valeur de la mer et des littoraux, dans une perspective de gestion intégrée des zones côtières.
Instance de réflexion stratégique, le CNML constitue un lieu de débats et d’échanges d’expériences, de concertation et d’observation. Il participe notamment aux travaux de prospective, d’observation et d’évaluation conduits sur le littoral, aux niveaux européen, national et interrégional.
Le CNML a été l'instance de centralisation et de concertation pour la rédaction de la Stratégie Nationale pour la Mer et le Littoral de 2017.
La présidente du bureau du CNML est Sophie Panonacle, députée LREM de Gironde, élue en 2021.  